# ماري لافارج
ماري فورتوني لافارج (الاسم قبل الزواج: كابيل) (15 يناير 1816-7 نوفمبر 1852) امرأة فرنسية أدينت بقتل زوجها تسميمًا بالزرنيخ في عام 1840. أصبحت قضيتها ملحوظة لأنها كانت واحدة من المحاكمات المبكرة التي تابعها الجمهور من خلال تقارير الصحف اليومية، ولأنها كانت أول شخصية تُدان إلى حد كبير بناءً على أدلة علم السموم الشرعي المباشرة. أدت التساؤلات حول ذنب لافارج إلى انقسام المجتمع الفرنسي إلى الحد الذي يجعلنا نقارنه في كثير من الأحيان بقضية دريفوس الأكثر شهرة.

## النشأة
ولدت ماري لافارج في باريس عام 1816، وهي ابنة ضابط مدفعية. يُقال إنها سليلة ارتباط الكونتيسة دي حينلس، ستيفاني فيليسيتي ودوق أورليان، لويس فيليب الثاني، من جهة جدتها هيرمين بارونة كولارد. فقدت ماري والدها في حادث صيد عندما كانت في الثانية عشرة من عمرها، وتوفيت والدتها- التي تزوجت مرة أخرى بعد فترة وجيزة من وفاة والدها- بعد سبع سنوات.
تبنتها خالتها التي كانت متزوجة من الأمين العام لبنك فرنسا عندما كانت في سن الثامنة عشر، لكنهما لم تتفقا. عاملها والداها بالتبني بشكل جيد وأرسلاها إلى أفضل المدارس، إلا أنها ظلت على علم بوضعها كقريبة فقيرة. التحقت بمدرسة نخبوية، وتعاملت مع بنات الطبقة الأرستقراطية الثرية، واستخدمت كل الوسائل لإقناعهم بأنها تنحدر أيضًا من عائلة ثرية، وأصبحت تغار عندما رأت صديقاتها يتزوجن من نبلاء أثرياء. لم يكن لماري رأي يذكر في مسألة الزواج. لم يكن مهر زواجها البالغ 90 ألف فرنك- رغم كونه كبيرًا- مثيرًا للإعجاب بالنظر إلى وضع عائلتها، وتُركت ماري مع مشاعر عدم الاكتفاء، ما غذى كبريائها وطموحها.
بلغت ماري الثالثة والعشرين من عمرها دون زواج، فتولى أحد أعمامها مسؤولية العثور على زوج لها، واستعان بخدمات وسيط زواج دون علمها. أنتجت هذه الصفقة مرشحًا واحدًا فقط يتوافق مع نصيحة والدها بأنه «لا ينبغي الزواج من رجل دخله الوحيد هو راتبه باعتباره نائب المحافظ».

## تشارلز لافارج
كان تشارلز بوش لافارج رجلًا ضخمًا وخشنًا يبلغ من العمر 28 عامًا، وكان ابن جان بابتيست لافارج، قاضي الصلح في فيجوا. اشترى والد تشارلز في عام 1817 تشارترهاوس أو الدير الكارثوسي في قرية لوغلاندييه في كوريز، والذي أداره الرهبان الكارثوسيون منذ القرن الثالث عشر ولكنه أصبح في حالة سيئة بعد قمعه في الثورة الفرنسية. حوّل تشارلز- في محاولة لجعل المكان مربحًا- جزءًا من التركة إلى مسبك، وهو المشروع الذي أغرقه في الديون وقاده إلى الإفلاس.
رأى تشارلز أن الزواج الجيد هو الطريقة الوحيدة للدفع لدائنيه، فاستعان في عام 1839 بنفس وسيط الزواج الذي عُين للعثور على زوج لماري، وأعلن عن نفسه كمالك مسبك ثري يمتلك ممتلكات تبلغ قيمتها أكثر من 200 ألف فرنك مع دخل سنوي قدره 30 ألف فرنك من المسبك وحده، وحمل رسائل توصية من الكاهن والنائب المحلي. عمد عم ماري إلى تعريف تشارلز كصديق لإخفاء تورط وسيط الزواج في تسهيل علاقتهما، ورتب لقاءً مع ماري في الأوبرا. وجدت ماري أن تشارلز شخصية مبتذلة وبغيضة، ولكنها وافقت على الزواج منه لأنه قدم نفسه كمالك عقار ضخم. أعلنت خالتها خطوبتهما بعد أربعة أيام من اللقاء، وتزوجا في 10 أغسطس 1839. غادر الزوجان باريس إلى لوغلاندييه للعيش هناك.

## خيبة الأمل
أصيبت ماري- كما هو متوقع- بخيبة الأمل عندما وصلا في 13 أغسطس. كان المنزل، الموجود ضمن أنقاض الدير السابق، رطبًا وموبوءًا بالفئران. كان أهل زوجها من الفلاحين الذين أثاروا اشمئزازها وعاملوها بانعدام ثقة شديد. واجهت ديونًا كبيرة بدلًا من الثروة التي توقعتها. حبست ماري اليائسة نفسها في غرفتها في الليلة الأولى وكتبت رسالة إلى زوجها تتوسل إليه أن يطلق سراحها من زواجهما، بينما تهدد بالانتحار بالزرنيخ. وافق تشارلز، الذي كانت شؤونه يائسة، على تقديم تنازلات باستثناء إطلاق سراحها من الزواج، ووعد بعدم المطالبة بامتيازاته الزوجية حتى يعيد التركة إلى حالتها الأصلية، فهدأ حالها، ويبدو أن علاقتهما تحسنت في الأسابيع التالية.
كتبت ماري رسائل إلى أصدقائها في المدرسة تتظاهر فيها بأنها تعيش حياة منزلية سعيدة، رغم الحالة التي عاشتها. حاولت أيضًا مساعدة زوجها من خلال كتابة خطابات توصية لتشارلز للذهاب إلى باريس، حيث أمِل في جمع الأموال. قدمت ماري في ديسمبر 1839 قبل مغادرة زوجها في رحلة عمل، وصية له بترك كامل ميراثها بشرط أن يفعل الشيء نفسه لها، ففعل ذلك لكنه قدم وصية أخرى دون علم ماري، تاركًا ملكية لوغلاندييه لوالدته.

## المرض الباريسي
كتبت ماري لزوجها أثناء وجوده في باريس، رسائل حب عاطفية وأرسلت له صورتها، بالإضافة إلى كعكة عيد الميلاد بروح الموسم. أكل قطعة منها وأصيب بمرض شديد فجأة بعد فترة وجيزة، ونظرًا لشيوع أعراض الكوليرا في تلك الأيام، لم يفكر في استشارة الطبيب، بل رمى الكعكة ظنًا منه أنها فسدت أثناء النقل. استمر شعوره بالمرض بعد عودته إلى لوغلاندييه عقب جمعه بعض المال. وضعته ماري في السرير وأطعمته لحم الغزال والكمأة، فأصيب مرة أخرى بالمرض الباريسي. وافق طبيب الأسرة باردون على أن أعراضه شبيهة بأعراض الكوليرا، ولم يشك عندما طلبت منه ماري وصفة طبية للزرنيخ لقتل الفئران التي أزعجت زوجها أثناء المساء.
عانى تشارلز في اليوم التالي من تشنجات في الساق والجفاف والغثيان، وكان مريضًا جدًا لدرجة أن أقاربه راقبوه طوال الوقت، بما في ذلك ابنة عمه الصغيرة التي تدعى إيما بونتييه وامرأة شابة بقيت معهم تدعى آنا برون. عالجته ماري بأدوية مختلفة، وخاصة الصمغ العربي، الذي كان دائمًا مفيدًا لها، وفقًا لها، والتي احتفظت دائمًا بمخزون منه في صندوق المالاكيت الصغير الخاص بها، ولكن دون جدوى. تدهورت حالة تشارلز بسرعة كبيرة لدرجة استدعاء طبيب آخر، الدكتور ماسينات، للاستشارة. شخصه بمرض الكوليرا ووصف شراب البيض لتقويته. لاحظت آنا أن ماري أخذت مسحوقًا أبيض من صندوق المالاكيت الخاص بها ومزجته في شراب البيض، وعندما سُئلت ماري قالت إنه «سكر زهر البرتقال» وزادت شكوك آنا عندما لاحظت بعض الرقائق البيضاء تطفو على سطح شراب البيض بعد أن تناول المريض بضع رشفات. جعلت آنا الدكتور ماسينات يرى الكأس، وتذوق شراب البيض وشعر بإحساس حارق، لكنه برر وجود الرقائق بتساقط جص من السقف في الكأس. لم تكن آنا مقتنعة، ووضعت بقية شراب البيض في حافظة وراقبت ماري عن كثب. شاهدت ماري وهي تمزج المزيد من المسحوق الأبيض في بعض الحساء لتشارلز، وقد شعر مرة أخرى بمرض شديد بعد رشفات قليلة. أخذت آنا كوب الحساء واستجمعت شجاعتها لتخبر أقارب تشارلز بشكوكها.